# Curt Dietzschold
Curt Dietzschold (Dresden, 1852 – Karlstein an der Thaya, 5 de maio de 1922) foi um engenheiro mecânico e relojoeiro alemão.

## Obras selecionadas
- Die Rechenmaschine. Allg. Journal der Uhrmacherkunst, Leipzig 1882; Online (PDF-Datei; 1,35 MB) in Rechnerlexikon
- Die Turmuhren: mit Einschluss d. sogen. Kunstuhren. Voigt, Weimar 1894
- Ed.: Die Verzahnungen der Uhren und mechanischen Apparate und die Berechnung der Räderwerke: nebst zahlreichen Uebungsbeispielen; praktisches Handbuch für Uhrmacher, Mechaniker, Techniker und zum Gebrauche der gewerblichen Lehranstalten. Hübner, Bautzen 1895.
- Der Cornelius Nepos der Uhrmacher. Krems 1910
- Die Hemmungen der Uhren, ihre Entwicklung, Konstruktion, Reparatur und Behandlung vor der Reglage, nebst zugehörigen Tabellen zahlreichen Abbildungen und 6 Porträts ... Krems 1905; Online in archive.org